# Amara deparca
Amara deparca là một loài bọ cánh cứng thuộc chi Amara, họ Bọ chân chạy.